# San Bartolomeo Valmara
San Bartolomeo Valmara ("San Bartoloumé" in dialetto locale) è una frazione del comune di Cannobio; è stato comune autonomo fino al 1929.

## Storia
Anticamente fu una località della pieve di Cannobio, e quindi dell'allora molto più ampia provincia di Milano. Passò al Piemonte solo nel 1748 in seguito alla guerra di successione austriaca.